# 剑神勇者斗恶龙 苏醒的传说之剑
《剑神勇者斗恶龙 苏醒的传说之剑》是一个由史克威尔艾尼克斯以勇者斗恶龙系列电子游戏创作的一体化电视游戏，游戏可以连接到个人电视上而不必使用独立的电子游戏机。游戏于2003年9月19日在日本发行。

## 玩法
为了进行游戏，玩家需要使用玩具剑来作为游戏控制器，并以此来行走（指向前方）、击退怪物、生成防护罩防御、发动咒文以及其它系统需要的输入方式。以不同的方向（水平、斜向或垂直）砍下将会引起不同的效果并伤害游戏世界中遇到的敌人。游戏的ROM至于形似盾的道具中。为了在游戏中存档，玩家必须将形似书的记忆卡插入盾中。
游戏被分为冒险游戏而非传统的角色扮演游戏。这是因为游戏多数时间都被设置为一条道路上，玩家只能单向行进，此外有少数的分支路径。敌人以预定的队形在固定地点出现。这与以迷宫和开放探索为主的角色扮演游戏形成了对比。
遇到的怪物来自勇者斗恶龙作品，如史莱姆、鼹鼠和骷髅骑士。每章的终点都有特殊头目。玩家需要針對其攻擊模式來防禦並抓準時機攻擊，当必殺技量表集滿後，玩家将能发动必杀技。

## 剧情

### 角色
勇者是游戏主角以及洛特的后裔，他是在游戏中唯一一个可以控制的角色。公主罗拉是被龙王带走的需要帮助的少女，她被龙看守于沼泽洞窟中。龙王是游戏的主要反派，勇者必须在最后之战中迎战它。徽章王是商店的经营者，玩家可以用游戏中找到的小徽章與他换得不同道具。

### 情节
《剑神勇者斗恶龙 苏醒的传说之剑》发生于和系列首作《勇者斗恶龙》相同的阿雷夫加德大陆。冒险探索区域和《勇者斗恶龙》的主线相似。冒险的主要目的是使用洛特之剑救出罗拉公主并击败邪恶的龙王。
冒险被分为8章，玩家会穿过阿雷夫加德的所有地点，期中很多都和《勇者斗恶龙》的地点相似。在最后，勇者将要像《勇者斗恶龙》一样架起彩虹之桥，到达最终城堡并和龙王对战。游戏中收录了一些小游戏，包括于后来的《勇者斗恶龙之剑 假面女王与镜之塔》中出现的史莱姆100游戏。

## 评价
《剑神勇者斗恶龙 苏醒的传说之剑》在日本的预订量超过30万。在结算周期结束的2004年3月31日，游戏在日本的发货量超过50万。游戏获得2004年度CESA游戏奖之特别奖。

## 影响
《剑神勇者斗恶龙 苏醒的传说之剑》的概念续作是Wii游戏《勇者斗恶龙之剑 假面女王与镜之塔》，其使用Wii遥控器代替了剑。游戏的XaviX处理器和传感器技术同样用于其它的独立电子游戏，如老虎电子2003年的《指环王：中土世界的战士》和《星球大战传奇版 光剑战斗游戏》。